# Windows Server
Windows Server се наричат сървърните издания на операционните системи от Майкрософт. Излезли са няколко различни издания.
Windows Server може да се отнася за:
- Windows 2000 Advanced Server, Windows 2000 Server – споделя общо ядро със Windows 2000 (5.0)
- Windows Server 2003 – споделя общо ядро със Windows XP (5.1)
- Windows Server 2003 R2 – споделя общо ядро с Windows XP (5.2)
- Windows Home Server – предназначена за улеснеие на домашния потребител. Споделя едно ядро със Windows Vista (6.0)
- Windows Server 2008 – споделя общо ядро с Windows Vista (6.0)
- Windows HPC Server 2008 (High Performance Computing – високопроизводително изчисляване) – тази ОС наследява изданието на Windows Server 2003 Compute Cluster Server. Предназначена е за суперкомпютри. Инсталира се като се прави надстройка от Windows Server 2008.
- Windows Server 2008 R2 – множество подобрения спрямо предишното издание, ядрото е обновено – съвпада с това на Windows 7 (6.1)
- Windows HPC Server 2008 R2 – следващото издание на HPC Server. Към момента в Beta етап на разработка.
- Windows Server 2012 – споделя общо ядро със Windows 8 (6.2)
- Windows Server 2012 R2 – споделя общо ядро със Windows 8.1 (6.3)
- Windows Server 2016 – споделя общо ядро със Windows 10 (10.0) но още операционната система е в бета версия

Windows Server може да се отнася също и за някои отделни издания от по-раннте версии на Windows, като Windows 2000, Windows NT 4.0 или Windows NT 3.5